# Gyraulus meierbrooki
Gyraulus meierbrooki is een slakkensoort uit de familie van de Planorbidae. De wetenschappelijke naam van de soort is voor het eerst geldig gepubliceerd in 2007 door Gloer & Pesic.